# Cryptocarya ovatocaudata
Cryptocarya ovatocaudata är en lagerväxtart som beskrevs av André Joseph Guillaume Henri Kostermans. Cryptocarya ovatocaudata ingår i släktet Cryptocarya och familjen lagerväxter. Inga underarter finns listade i Catalogue of Life.